# 国家数据局
国家数据局，是中华人民共和国国务院主管大数据监督管理工作的国务院部委管理的国家局，现由国家发展和改革委员会管理。

## 沿革
2023年3月7日，在中华人民共和国国务院提请第十四届全国人大一次会议审议的《国务院机构改革方案》议案中，提出组建国家数据局。负责协调推进中华人民共和国的数据基础制度建设，统筹数据资源整合共享和开发利用，统筹推进数字中国、数字经济、数字社会规划和建设等，10月25日正式挂牌成立。

## 职责
根据《国家数据局主要职责内设机构和人员编制规定》，国家数据局承担下列职能：
1. 负责统筹推进数字中国、数字经济、数字社会规划和建设。组织实施国家大数据战略。协调推动公共服务和社会治理信息化，协调促进智慧城市建设。
2. 协调推进数据要素产权、流通、分配、治理等数据基础制度建设，指导数据要素市场建设，牵头拟订相关法规草案和指标标准规范。研究提出培育数据要素市场的政策建议，引导数据交易场所建设发展。
3. 组织拟订有关数字基础设施布局规划，协调推进数字基础设施布局建设。
4. 统筹数据资源整合共享和开发利用。协调推进数据资源分类分级管理，组织推动公共数据资源开发利用，推动信息资源跨行业跨部门互联互通。
5. 协调推动数字经济发展，促进数字产业化和产业数字化。推动跨领域跨行业数字化转型，促进数字经济和实体经济深度融合。
6. 协调推进数据领域技术、设备等重大科技攻关。
7. 在具体承担数据基础制度建设、数据要素市场建设、数据标准规范、数据基础设施建设等职责中，履行相应数据安全职责，负责拟订相关数据安全政策并组织实施。
8. 协同开展数据跨境相关工作。
9. 负责数据领域国际合作，参与制定国际数字治理规则。
10. 完成党中央、国务院交办的其他任务。

## 机构设置
根据《国家数据局主要职责内设机构和人员编制规定》，国家数据局内设机构为副司局级，设置下列机构：

### 内设机构
- 综合司
- 政策和规划司
- 数据资源司
- 数字经济司
- 数字科技和基础设施建设司

### 直属事业单位
- 国家数据发展研究院